# 弧边招潮蟹
弧边招潮蟹（学名：Uca arcuata）亦稱網紋招潮蟹、弧邊管招潮，为沙蟹科招潮属的动物。其种加词“arcuata”意为“弓形的”、“弯曲的”。分布于朝鲜半岛、日本、越南、台湾以及中国大陆的東部沿岸等地，生活环境为海水，棲息在潮间带上部的盐沼或红树林沼泽。

## 形態特徵
弧邊招潮蟹成體體長可達2至5公分左右，體色多變包括深紅色及紅色，頭胸甲前部寬於腹部，上面具有黑白相交的網狀紋路，眼柄和螯足部分呈棕色。雄性個體具有一支大螯作為武器和一支覓食與清潔用的小螯，大螯如人類慣用手，出現於左右手的比例各約50%，大螯足掌節由淡橙色至橙紅色，雌性個體僅具有覓食及清潔功用的小螯。

### 螯足的二態性
當雄性弧邊招潮蟹的螯足當打鬥或意外導致脫落時，大螯會於原位置重新生成，而不會造成慣用手轉換的情況；雌性招潮蟹在螯足掉落後亦會重新生長。弧邊招潮蟹於幼蟹時期開始螯足上即會具有小齒，而無論雄性或雌性重新生成後的大螯，再生的螯足上都會失去小鋸齒，轉換為無齒型態的螯足。

## 生態行為

### 求偶
招潮蟹揮舞大螯主要能夠分為垂直揮舞與側向揮舞，已經在相關研究中顯示雄性在雌性求偶和領土防禦期間都會進行揮舞行為，而在和田敬二、渡邊洋子與鐮田真人三位學者的研究中發現，弧邊招潮蟹垂直揮舞大螯的行為多出現在雄性對雌性揮舞，且進行揮舞行為後能增加吸引雌蟹進入穴居進行交配的成功率，因此可以推斷垂直揮舞大螯的行為主要是用於求偶而非領土防禦。 雄性弧邊招潮蟹在自然環境中可分為無洞穴與有洞穴者，差別在於無洞穴者主要依靠四處遊蕩找尋與雌蟹交配的機會；有洞穴者則主要以洞穴周圍的雌性作為對象，若洞穴周圍可交配對象減少會增加出洞的頻率。

### 繁殖季節
生長於台灣北部的招潮蟹的生殖期始於四月中、下旬，並於五月開始釋出幼虫。

### 食性
弧邊招潮蟹以底棲微藻（microphytobenthos）為食，亦攝取泥沙表面的微細藻類、有機物碎屑和生物屍體等殘餘物。

## 特有煙囪洞穴
過去研究發現弧邊招潮蟹會在它們的洞穴口周圍建造一種甜甜圈狀的泥土結構，稱為「煙囪」（chimney）。這種結構的牆壁完全包圍住洞穴口。

### 季節差異
研究發現烟囱的出現数量在春季和夏季（5-8月）最高。

### 性別差異
學者們的觀察發現，無論雄性或雌性的招潮蟹皆會建築這類煙囪建築，且發現雌性建築煙囪的比例較雄性更高，因為雌蟹比起雄蟹更需要依賴建築抵禦入侵。且雌蟹所築煙囪大小與其體長較為相關，而雄蟹則無明顯關聯。

### 煙囪功能
這種煙囪建築的功能在和田敬二與村田泉兩位學者的研究中發現，透過將弧邊招潮蟹進行野放紀錄，研究結果發現野放後的弧邊招潮蟹會更傾向於鑽入沒有建築煙囪的洞穴當中，因此可以合理推斷該種煙囪建築主要的功用是防禦其他螃蟹的入侵，尤其是於交配季時，雄性招潮蟹會離開洞穴尋求配偶，因此建築煙囪能夠更有效的防禦自己的洞穴，而雌性招潮蟹築煙囪能夠避免在產卵時受到干擾。研究也發現無論雄性或雌性的弧邊招潮蟹皆會於洞穴周圍建築此種煙囪，因此猜測煙囪並非如畢氏招潮蟹（Uca beebei）所築柱體具備吸引雌性的性信號功能。

## 分佈範圍
- 台灣分佈：台灣北、西、南部的泥灘海岸[15][7]
- 世界分佈：日本、韓國、台灣、中國大陸東岸、越南 [16][17][18]